# جو غيلبرت
جو غيلبرت (بالإنجليزية: Joe Gilbert)‏ هو لاعب كرة قاعدة أمريكي، ولد في 20 أبريل 1952 في جاسبر في الولايات المتحدة.

## وصلات خارجية
- جو غيلبرت على موقعبيزبول رفرنس.كوم (الدوري الرئيسي) (الإنجليزية)
- جو غيلبرت على موقعبيزبول رفرنس.كوم (الدوري الثانوي) (الإنجليزية)